# The Village Україна
Віледж (з англ. Village — село) — інтернет-ЗМІ, яке позиціонує себе як путівник подіями міст України, що розповідає про роботу малого бізнесу, культурних діячів та активістів, життя у суспільстві, урбаністику та архітектуру, послуги, розваги, їжу та людей.
До 2013 року — регіональна філія російського The Village російського медіахолдингу Look At Media. Перезапущене 2017 року на умовах франшизи рекламною агенцією «Апрель-медіа». Повністю відмежоване від оригінального бренду в 2024 році.

## Історія

### The Village Київ
24 серпня 2011 року на сайті міської інтернет-газети The Village, яка на той час писала переважно про Москву та Санкт-Петербург з'явився розділ української редакції, яку власник порталу — російський медіахолдинг Look At Media сформував у Києві щоб розповідати читачам про життя української столиці. Київську редакцію очолив Євген Сафонов.
У вересні 2013 року російський медіахолдинг Look At Media повідомив про рішення закрити київську службу новин, посилаючись на плани сконцентруватися на великих матеріалах та традиційних для The Village рубриках. На момент закриття київська редакція налічувала 6 працівників.

### The Village Україна
У лютому 2017 року було анонсовано про повернення The Village у Київ за франшизою. Права купило рекламне агентство «Апрель-медіа», партнер російського медіахолдингу Look At Media. Було оголошено що новий проєкт буде українською мовою, а росіяни отримуватимуть відсоток від виторгу.
23 березня 2017 року редакція The Village Україна почала публічну роботу. Видання очолив Андрій Баштовий як головний редактор та Марк Лівін як його заступник. Редакцію було повністю сформовано ще на початку лютого, і вже відтоді журналісти працювали над матеріалами.
У жовтні 2022 року видання відкрило англомовний розділ.

### Віледж
9 травня 2023 року було зареєстровано доменне ім'я village.com.ua, а вже 6 жовтня того ж року о полудні за східноєвропейським часом на домен було перенесено портал видання. 24 січня 2024 року було подано заявку на реєстрацію торговельної марки «Віледж | Village», а вже 5 серпня того ж року редакція видання спільно з брендом Diadia презентувала благодійний дроп футболок з надписом «Київ – великий Віледж» із рукописних літер в стилізації свого майбутнього логотипу.
2 жовтня 2024 року редакція офіційно оголосила про довгоочікуваний ребрендинг, у ході якого видання офіційно змінило назву та оновило вебсайт і візуальний стиль. Над оновленням дизайну сайту працював артдиректор студії Good News Сергій Родіонов, новий шрифт для видання створив автор українських гарнітур Дмитро Растворцев, ілюстрації для оновленого стилю «Віледжа» розробляла Ліза Санчез.

## Головні редактори
- Андрій Баштовий (2017—2022);
- Ярослав Друзюк (2022—2024);
- Ірина Виговська (з 2024 року).